# Richmond Park
Richmond Park è un parco cittadino di Londra. Si trova in prossimità del sobborgo londinese di Richmond upon Thames, nelle vicinanze di Kingston upon Thames e Wimbledon. Con i suoi 955 ettari di superficie, è il più esteso parco londinese nonché il più esteso parco urbano recintato d'Europa.
L'ingresso principale, Richmond Gate, si trova circa 10 km a sud-ovest del centro di Londra. Altri ingressi sono Sheen Gate, Robin Hood Gate, Coomb Gate, Roehampton Gate e Ham Gate.

## Storia
Durante il regno di Edoardo I (1272-1307) l'area era nota come Manor of Sheen. Il nome fu cambiato in Richmond durante il regno di Edoardo VII. Nel 1625 re Carlo I trasferì la corte a Richmond Palace, per evitare di essere contagiato dalla peste che imperversava a Londra. Nel 1634 l'area che forma anche attualmente il parco fu recintata e diventò una riserva reale di caccia al cervo e al daino. Dal 1758 il parco è aperto permanentemente al pubblico.
Nel 1847 la Pembroke Lodge divenne la residenza del primo ministro di allora, lord John Russell, mentre, più tardi, fu l'abitazione dove trascorse l'infanzia il nipote del ministro, il filosofo e matematico Bertrand Russell. Ora è un ristorante dal quale si gode di un'ottima vista sulla valle del Tamigi.

## Caratteristiche significative
La Isabella Plantation (Piantagione di Isabella) è un importante ed attraente giardino boscoso.
Il parco contiene numerosi edifici degni di nota, molti dei quali sono considerati di particolare interesse architettonico.
- Pembroke Lodge, che fu l'originale dimora di Lord Russell ed ora è un ristorante.
- La Royal Ballet School, da molti anni ha sede nella White Lodge, casa in stile georgiano fatta costruire inizialmente come casino di caccia di Giorgio II d'Inghilterra.
- Vi sono altre quattro case: Thatched House Lodge, Holly Lodge, White Ash Lodge e Oak Lodge. In Holly Lodge ha sede il centro amministrativo del parco, un negozio dove si vendono libri e una base della polizia dei Parchi Reali.

Dalla mound (collinetta) del re Enrico VIII, il punto più elevato all'interno del parco, situato accanto alla Pembroke Lodge, è visibile uno scorcio (protected view) della cattedrale di Saint Paul, del London Eye e di altri edifici della City of London.

### Vegetazione
Il parco è un luogo di grande interesse scientifico ed è considerato Riserva Naturale. Contiene numerose aree ricoperte da foreste e da boschi cedui, alcune realizzate grazie al contributo pubblico. Alcuni spaziosi prati sono utilizzati per il pascolo. Esempio di zona boschiva è la Isabella Plantation, con numerose specie botaniche, che fu creata dopo la seconda Guerra Mondiale da una foresta preesistente. Oggi è una delle attrazioni maggiori del parco.
Altro esempio è la Queen Mother's Copse, una piccola area delimitata da due cancelli d'entrata al parco, istituita in onore della regina madre Elizabeth Bowes-Lyon, madre di Elisabetta II, scomparsa nel 2002.
Degna di nota è anche l'area chiamata Bone Copse, chiamata così nel 2005 in onore della famiglia Bone che finanziò la sua realizzazione dal 1988.

### Fauna

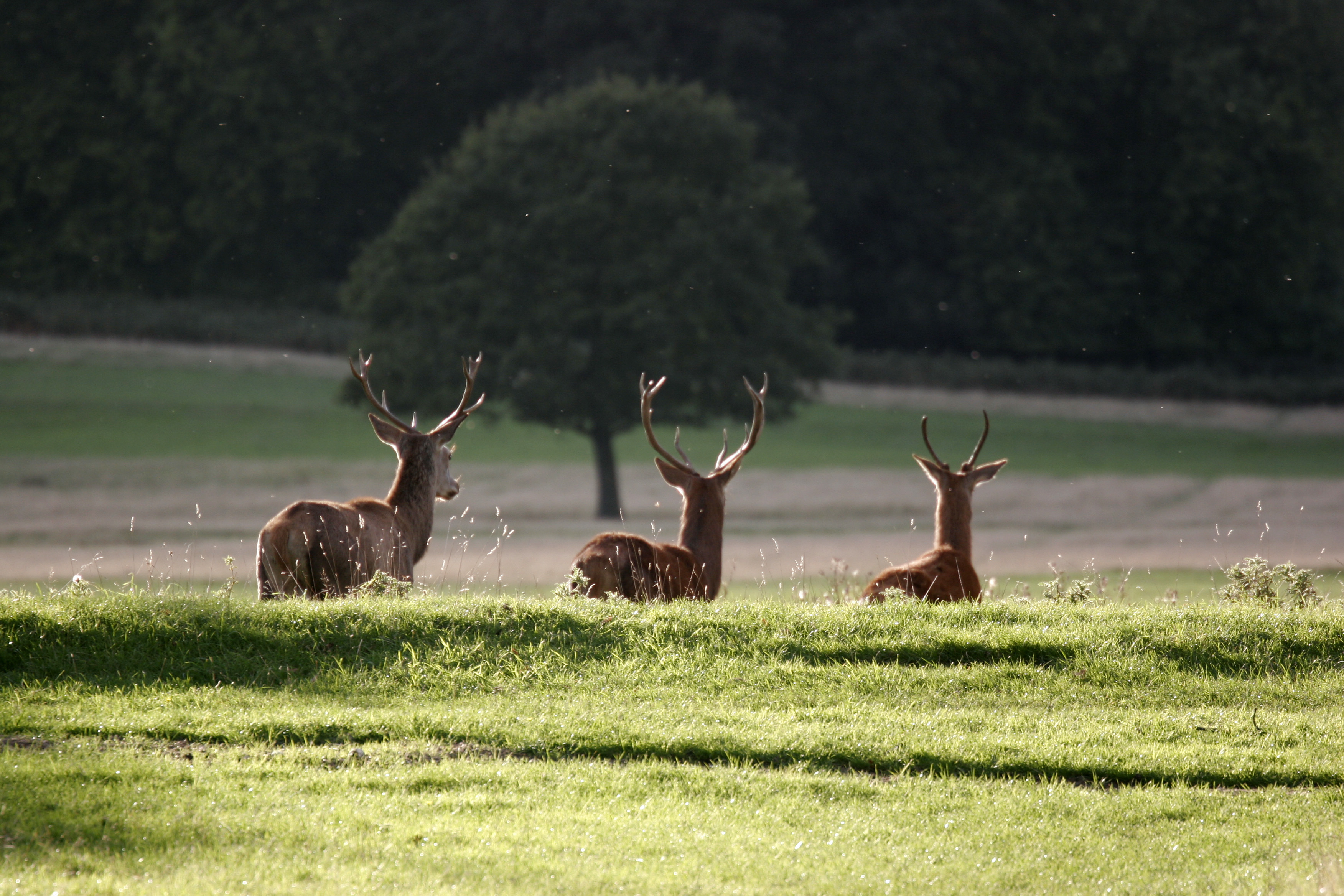
Cervi in Richmond Park

Si possono trovare liberi per il parco numerosi cervi (in particolare il cervo rosso) e daini. È rifugio naturale anche di scoiattoli, conigli e altri animali selvatici. Tra i volatili è da segnalare la presenza del parrocchetto dal collare.